# Delphinium lingbaoense
Delphinium lingbaoense är en ranunkelväxtart som beskrevs av S.Y. Wang och Q.S. Yang. Delphinium lingbaoense ingår i släktet storriddarsporrar, och familjen ranunkelväxter. Inga underarter finns listade i Catalogue of Life.